# Leptobrachium xanthops
Espèce
Leptobrachium xanthops est une espèce d'amphibiens de la famille des Megophryidae.

## Répartition
Cette espèce est endémique de la province de Sékong au Laos. 

## Étymologie
Le nom spécifique xanthops vient du grec xanthos, jaune, et de ops, l’œil, en référence à la couleur de l'iris de cette espèce.

## Publication originale
- Stuart, Phimmachak, Seateun & Sivongxay, 2012 : A new Leptobrachium (Anura: Megophryidae) from the highlands of southeastern Laos. Zootaxa, no 3155, p. 29-37 (texte intégral).